# Hotu- en Kamarbandgrotten
De Hotu- en Kamarbandgrotten, ook wel Beltgrotten genoemd, zijn prehistorische archeologische vindplaatsen uit het mesolithicum van Iran. Ze bevinden zich 100 m uit elkaar in een klif op de hellingen van het Elboers-gebergte in het dorp Toroujen (tegenwoordig Shahidabad genoemd), 5 km ten zuidwesten van Behshahr in de provincie Mazandaran. De Hotugrot, ook geschreven als Huto-grot, heeft een omvang van ongeveer 30 × 20 m.

## Opgravingen
Opgravingen werden uitgevoerd onder leiding van Carleton S. Coon, welke er verslag van deed tussen 1949 en 1957. Op de vindplaats werden potscherven, stenen werktuigen en ander materiaal gevonden dat met behulp van C14-datering vastgesteld kon worden. Tweeëntwintig monsters werden gedateerd en toegeschreven aan acht verschillende archeologische culturen. Er wordt aangenomen dat de mensen van de twee vroegste culturen, daterend van circa 9.910 tot 7.240 jaar v.Chr., zeehondenjagers en woelmuizeneters waren. De botten van een hond worden aangehaald als een voorbeeld van een uitzonderlijk vroege domesticatie van dieren. Vondsten uit het pre-neolithicum dateren van ongeveer 6.120 jaar v.Chr.
In de grot van Kamarband zijn drie menselijke skeletten ontdekt, die dateren uit ongeveer 9.000 jaar v.Chr. Andere vondsten omvatten vuursteenbladen, walrus- en hertenbotten, die waardevolle informatie verschaffen over de menselijke ontwikkeling vanaf de laatste ijstijd in het Mazandaran-gebied. 

## DNA-analyse
In de Hotu-grot werden menselijke resten geïdentificeerd met Y-chromosoom haplogroep J (xJ2a1b3, J2b2a1a1), met een meer verfijnde analyse die het op J2a-PF5008* bracht.   

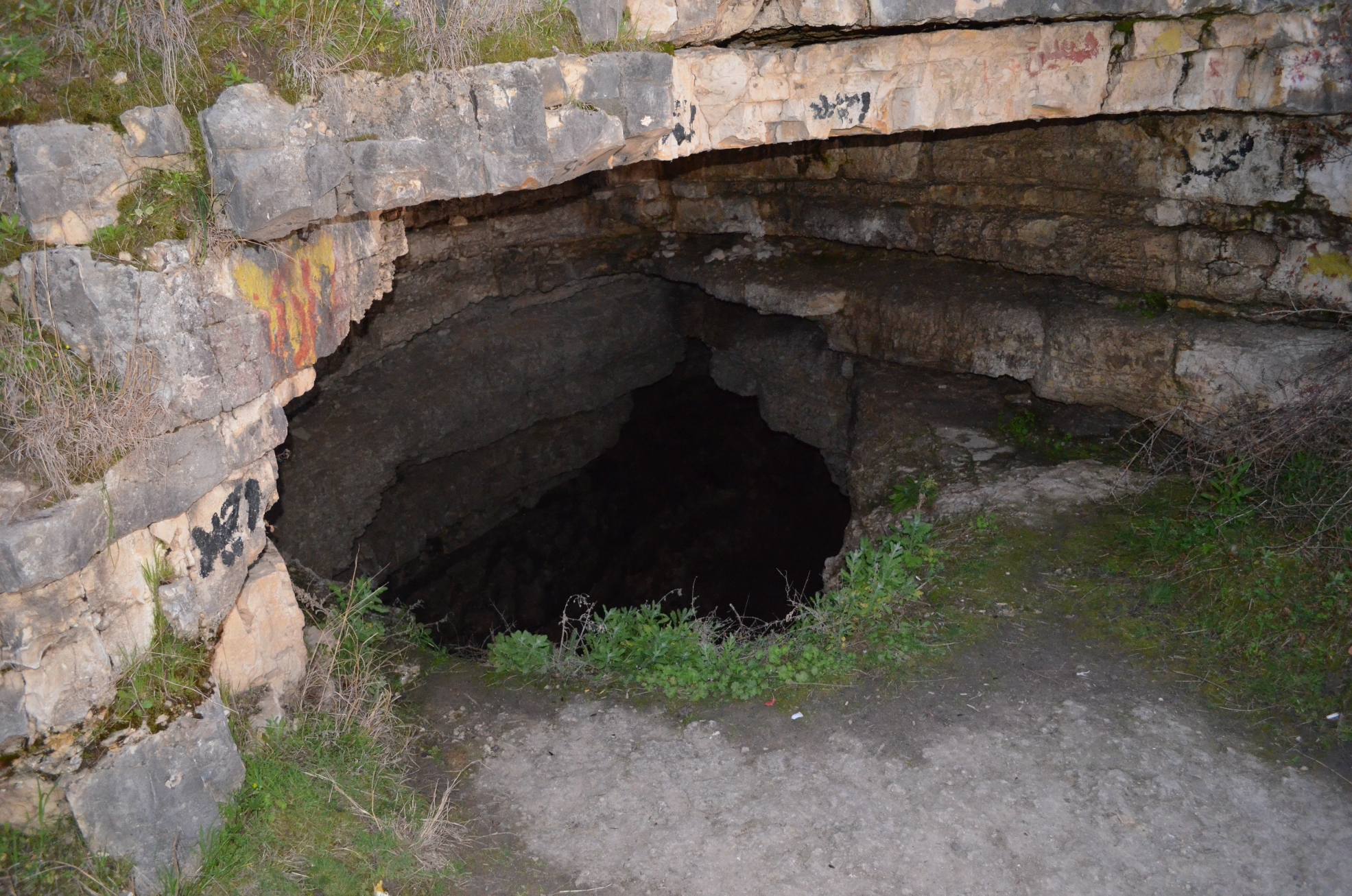
bovenste ingang van de Hotu-grot